# Balto

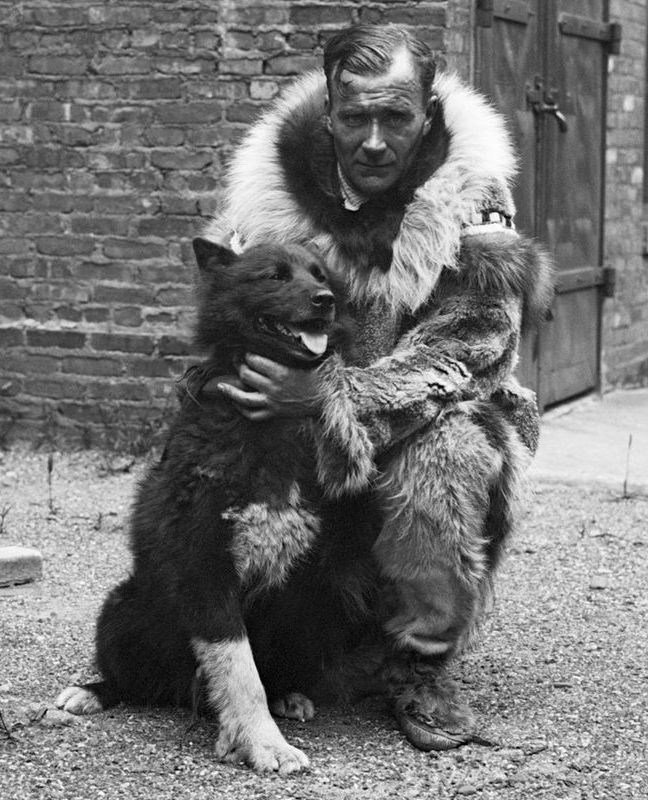
Balto cu imigrantul norvegian Gunnar Kaasen

Balto (n. 1919 - d. 14 martie 1933) a fost un câine de tracțiune de rasă Husky Siberian, conducător al atelajului ce a dus antitoxina difterică spre Nome, Alaska, în etapa finală a ceea ce avea ulterior să fie cunoscută drept Marea Cursă a îndurării din 1925. Numele Balto a fost preluat de la exploratorul polar Samuel Balto.

## Fundal
În anul 1924, s-a declanșat o epidemie de difterie în Alaska, în populația infantilă din orașul Nome. Localitatea – pe fondul condițiilor meteo și geografice fiind la acel moment izolată, spinoasa problemă a aducerii medicamentelor necesare stingerii epidemiei părea insurmontabilă. Cu toate acestea, pentru a combate focarul bolii, printr-o acțiune memorabilă antitoxina difterică a fost transportat de la Anchorage la Nenana cu trenul și, de aici apoi la Nome cu atelaje de sănii trase de câini.

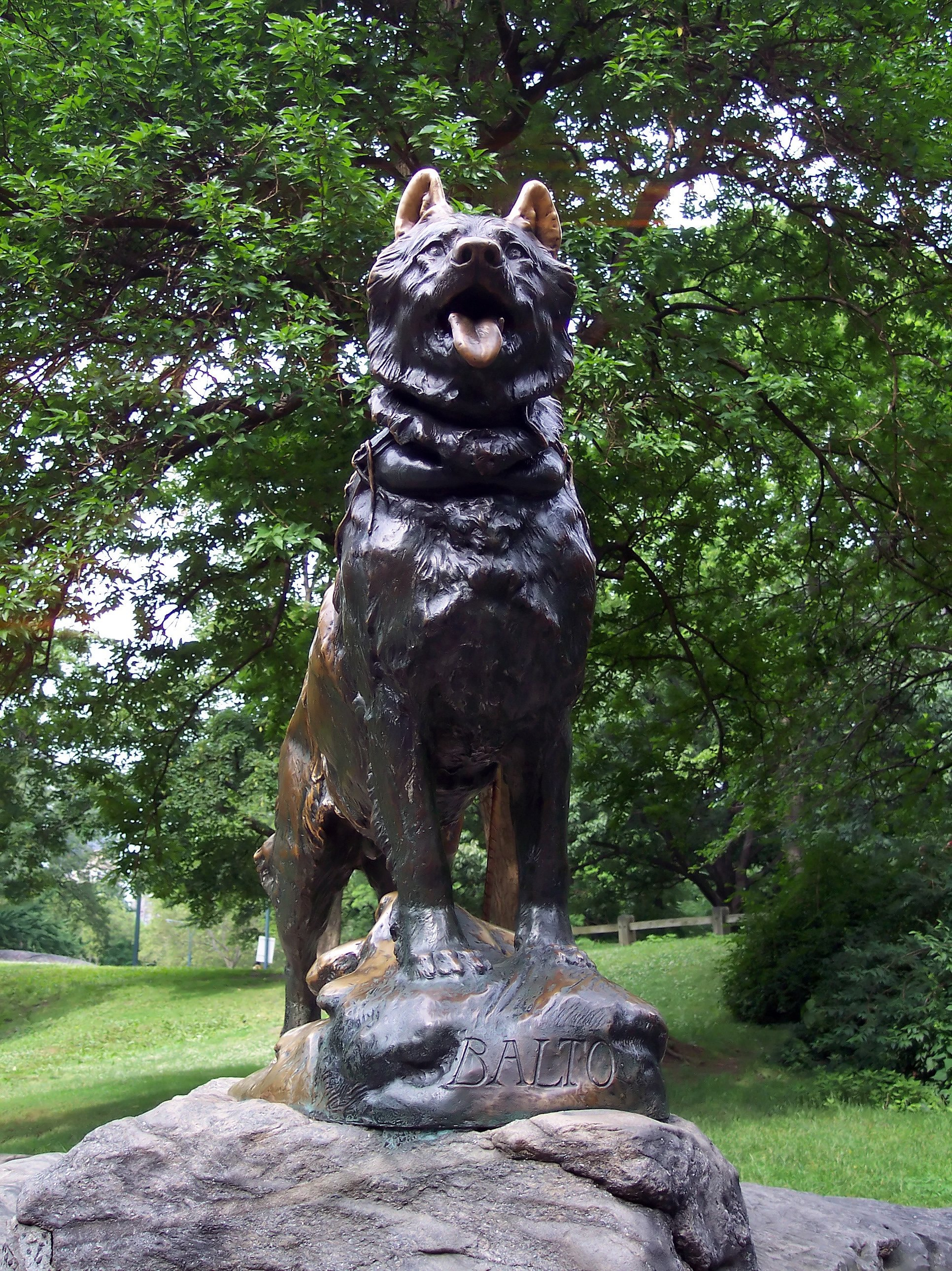
Statuia câinelui Balto din Central Park, New York, SUA